# Перечинский лесохимический комбинат
Перечинский лесохимический комбинат — промышленное предприятие в городе Перечин Ужгородского района Закарпатской области Украины.

## История
В 1893 году австро-венгерским акционерным обществом «Bantlin» в Перечине был построен лесохимический завод по сухой перегонке буковой древесины, который c 1894 года производил смолу, ацетон, метиловый спирт и уксусную кислоту. После того, как в начале XX века здесь была проложена железная дорога, а в Перечине - построена железнодорожная станция, объёмы производства увеличились. В 1903 году на заводе насчитывалось 272 постоянных работника, а перед началом первой мировой войны летом 1914 года - 450 постоянных и около 200 сезонных рабочих.
В 1922/1923 годы завод был реконструирован и электрифицирован (была построена заводская электростанция, а заводские механизмы перевели на электрическую тягу)
27 октября 1944 года посёлок был освобождён частями 24-й стрелковой дивизии РККА и в 1945 году вошло в состав СССР. В январе 1945 года завод был национализирован.
К концу 1945 года завод начал работать на полную мощность. В это время численность работников завода составляла 748 человек, предприятие производило уксусную кислоту, спирт, ацетон и дёготь. В 1948 году предприятие освоило производство этилацетата.
Кроме того, в первые послевоенные годы рабочие завода оказывали активную помощь местным крестьянам в восстановлении хозяйства (в частности, выделяли строительные материалы и построили теплицу).
В 1957 году на заводе было освоено производство карбамидоформальдегидных смол, в 1960 году — проведена полная реконструкция формалинового цеха. В начале 1962 года была введена в действие постояннодействующая реторта мощностью 75 тыс. кубометров древесины в год (вторая в СССР), что дало возможность почти полностью механизировать трудоёмкие работы, связанные с производством древесного угля, а также автоматизировать контроль над технологическим процессом. В целом, с 1946 до 1966 года стоимость валовой продукции предприятия увеличилась более чем в 30 раз.
В 1966 годуПеречинский лесохимический завод был преобразован в Перечинский лесохимический комбинат.
В дальнейшем, завод был еще раз реконструирован, предприятие было газифицировано. Для рабочих комбината были построены два общежития (на 200 человек) и 24 жилых дома (для 70 семей работников и сотрудников предприятия).
В 1982 году основной продукцией комбината являлись пищевая и техническая уксусная кислота, древесный уголь, формалин, этилацетат, древесная смола и коптильный препарат
В целом, в советское время комбинат являлся одним из крупнейших предприятий посёлка и Перечинского района.
После провозглашения независимости Украины государственное предприятие было преобразовано в открытое акционерное общество. В условиях экономического кризиса 1990-х годов объемы производства сократились. В 1998 году собственником контрольного пакета акций комбината стала группа промышленных и коммерческих предприятий ОАО "Полипром"
В декабре 2000 года после нескольких лет простоя возобновил работу пиролизный цех лесокомбината .
В 2004 году была построена вторая реторта, после запуска которой объемы производства увеличились.
В дальнейшем, комбинат был реорганизован в общество с дополнительной ответственностью.
В 2006 году комбинат произвел 13 482,5 тонн карбамидоформальдегидных смол, 18 297,9 тонн этилацетата и 19 833,2 тонн древесного угля. Первое в Украине предприятие, которое сертифицировано по системе устойчивого лесоуправления FSC
2008 - получена Сертификация системы менеджмента качества согласно высоких международных требований ISO 9001: 2001
В дальнейшем, комбинат был реорганизован в общество с дополнительной ответственностью.
2011 год - Подтверждение высоких социальных норм труда согласно BSCI.
По состоянию на начало апреля 2014 года комбинат являлся крупнейшим действующим предприятием на территории Перечинского района и единственным производителем этилацетата на территории Украины.
2017 - становлении новая система очистки воды и прохождения аудита согласно новым требованиям ISO 9001: 2015

## Современное состояние
Сегодня Перечинский лесохимический комбинат входит в тройку крупнейших производителей древесного угля Европы и занимает 5% доли европейского рынка. Продукция завода продается на полках крупнейших сетей супермаркетов, в частности TESCO, Ahold, LID, Carrefour. В 2019 - получена сертификация крупнейшей в мире системы устойчивого управления лесами PEFC (The Programme for the Endorsement of Forest Certification), первая в Украине среди производителей древесного угля.
В Украине древесноугольные продукция завода продается под ТМ Grilly, уверенно занимает лидирующие позиции на национальном рынке в сегменте премиум.
Комбинат является крупнейшим производителем этилацетата в Украине. Этилацетат, производства ПЛХК поставляется более чем в 10 европейских стран, и используется ведущими европейскими компаниями химической промышленности, фармацевтики и книгопечатания.
Карбамидо формальдегидные смолы (КФС) служат основой для производства плит ДСП, ДВП, фанеры для украинских и европейских производственных площадок известных мировых производителей лесо обрабатывающей отрасли. Произведенные смолы является малотоксичные, характеризуются пониженным содержанием свободного формальдегида. Фанера, ДСП и другие изделия, полученные с использованием данных смол, соответствуют классу эмиссии Е-0, Е-0,5, Е-1 Качество продукции, система управления, высокие социальные нормы и соблюдение всех европейских экологических требований проверенные и награждены следующими сертификатам BSCI, REACH, ISO, PEFC.